# ВАТ «ШП Світанок»

## Історія
Львівське шкіряне підприємство "Світанок" є одним з найбільших підприємств України - підприємство, основним видом діяльності якого є переробка шкіряної сировини та виробництво широкого спектра шкіртоварів. 
В двадцятих роках було побудовано три невеликих шкіряних заводи:
- "Мазега"
- "Палліс"
- "Таннер"

Заводи в 1939 році було націоналізовано і після другої світової війни об"єднано в державний завод №3, а в грудні 1961 року - в шкіряну фірму "Світанок". 3 січня 1976 року об'єднання носить назву "Львівське державне шкіряне підприємство", з серпня 1993 року "Львівське орендне шкіряне підприємство "Світанок".

## Організаційна структура
На сьогодні ВАТ "ШП "Світанок" складається з 3 шкіряних заводів, заводу попередньої обробки сировини і дочірніх фірм. Для своєчасного розв'язання питань забезпечення сировиною і хімматеріалами створено дочірні підприємства: - "Галшкіра" i "Світ-Постач", ТзОВ ТД "Світанок" - виробництво шкіртоварів зі шкір ВРХ, зі шкір свиней. 
Допоміжне виробництво: 
- паросиловий цех і хімводоочистка;
- електроремонтний цех;
- цех водопостачання і очистки води;
- транспортний цех

Для забезпечення хімматеріалами створено ДП "Світ-постач". Основне виробництво розміщено в північній промисловій частині м.Львова (зі сторони автодороги Львів-Київ) має розвинену систему автомобільного сполучення по Україні та країнах Європи. В наявності необхідні мережі енергозабезпечення в т.ч. електроенергією, теплоенергією, водою на базі діючих об'єктів - котельна, електротрансформаторні підстанції, насосні станції та інші. Куликівське шкірсировине виробництво розташоване за 18 км від основного виробництва і знаходиться за 1,5 км від автодороги Львів- Рава-Руська (Митний перехід). Має влаштовані автодороги та залізничну колію, в наявності мережі та об'єкти по забезпеченню електроенергією, теплом та водою. В постійне користування, з видачею державного акту, виділено земельну ділянку площею 11,3925 га для виробничих потреб по вул. Промисловій, 56 (м. Львів - основне виробництво). В тимчасове користування терміном на 10 років виділено земельні ділянки: - для водозабору технічної води 0,83 га по вул. Липинського в м. Львові; - для мулових полів 1,35 га по вул. Скнилівській в м. Львові. Дл потреб Куликівського шкірсировиного виробництва (смт. Куликів) відведено земельну ділянку площею 11,97 га. Під житловий фонд виділено земельні ділянки площею 0,95 га. Плата за використання земельних ділянок : - Львів - 275051 грн. в рік; - Куликів- 29815 грн. в рік; - житловий фонд - 275 грн. в рік.

## Опис обраної облікової політики
ВАТ "ШП "Світанок" здійснював облікову політику згідно з Законом України "Про бухгалтерський облік та фінансову звітність в Україні" від 16.07.1999 р. № 996-XIV та Положеннями ( стандарстами бухгалтерського обліку) з метою забаезпечення єдиних принципів, методів, що використовуються підприємством для складання і подання фінансової звітності, дотримувався основних принципів, сформованих у П(с) БО.

## Територіальне розміщення
Україна,
м. Львів, 
вул. Промислова , 53 

## Джерело
- http://smida.gov.ua/reestr/?kod=00307891 [Архівовано 22 травня 2013 у Wayback Machine.]
- Акціонерне товариство "Шкіряне підприємство"Світанок"[недоступне посилання з червня 2019]